# Phytofluène
Le phytofluène est un caroténoïde incolore présent naturellement dans les tomates et autres légumes. C'est le deuxième produit de la biosynthèse des caroténoïdes. Il est formé à partir du phytoène lors d'une réaction de désaturation conduisant à la formation de cinq doubles liaisons conjuguées. Dans l’étape suivante, l'ajout de liaisons doubles conjuguées carbone-carbone conduit à la formation de z-carotène et à l’apparition d'une couleur visible.
Le phytofluène a un spectre d'absorption dans la gamme UVA, avec une absorption maximale à 348 nm et avec ε1% de 1557.
L'analyse de plusieurs fruits et légumes a montré que le phytoène et le phytofluène se trouvent dans la majorité des fruits et légumes. Contrairement à tous les autres caroténoïdes, le phytoène et le phytofluène, les premiers précurseurs de caroténoïdes dans la voie de biosynthèse des autres caroténoïdes absorbent la lumière dans la gamme UV.
Le phytoène et le phytofluène alimentaires s'accumulent dans la peau humaine. L'accumulation de ces caroténoïdes peut protéger la peau par plusieurs mécanismes : agissant comme absorbeurs d'UV, comme antioxydants, comme agents anti-inflammatoires,.